# Frank Winkler (Volleyballspieler)
Frank Winkler (* 16. Juli 1962 in Ludwigshafen am Rhein) ist ein ehemaliger deutscher Volleyballspieler.
Frank Winkler begann mit dem Volleyball bei den heimischen Vereinen ESV Ludwigshafen, VBC Ludwigshafen, TSG Wiesloch und ESV Mannheim. 1981 wechselte er zum Bundesligisten USC Gießen, wo er an der Seite von Burkhard Sude 1982 und 1983 Deutscher Meister wurde und im Jahr darauf sogar das Double holte. Danach wechselte er nach Belgien zu IBIS Kortrijk und wurde 1985 Belgischer Meister. Anschließend kehrte er nach Deutschland zurück und spielte zunächst beim VBC Paderborn und dann beim SC Fortuna Bonn, mit dem er 1987 erneut den DVV-Pokal gewann. Ab 1990 spielte er im Erfolgsteam des Moerser SC an der Seite von Georg Grozer und wurde 1992 Deutscher Meister sowie 1991 und 1993 Deutscher Pokalsieger. Nach zwei Jahren bei Post Telekom Berlin beendete Frank Winkler seine Karriere.
Frank Winkler hatte den wohl härtesten Angriffsschlag in der Bundesliga. In den Ranglisten des deutschen Volleyballs erzielte er viele Jahre Spitzenplätze in den Kategorien „Aufschlag“, „Block“ und „Angriff“. Er spielte 136-mal in der deutschen Nationalmannschaft.
Heute arbeitet Frank Winkler als Kommentator bei verschiedenen TV-Sendern, hauptsächlich bei Eurosport.